# Emina Bektas
Emina Bektas (født 30. marts 1993) er en professionel tennisspiller fra USA.